# Tilmann Unger

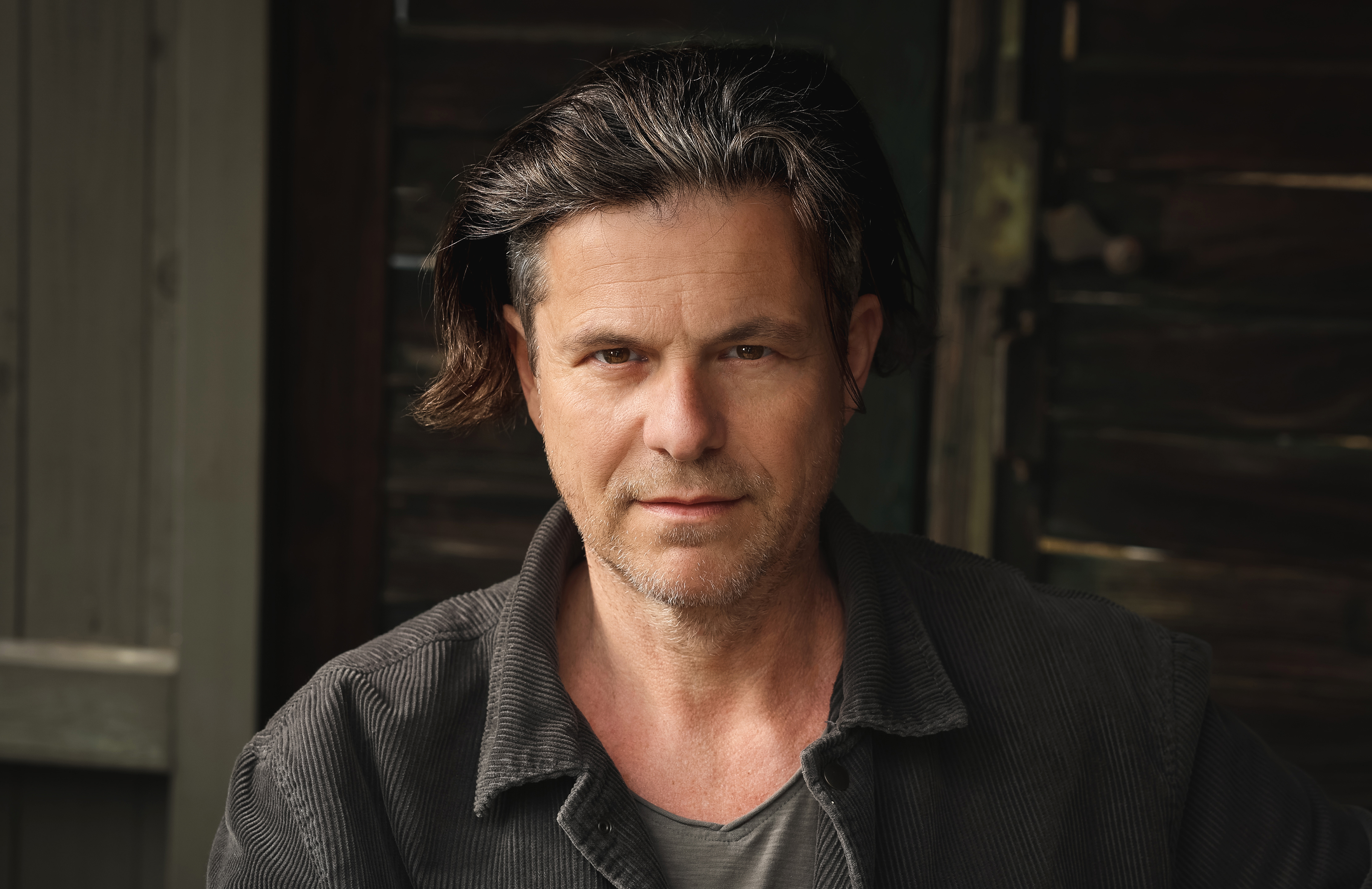
Tilmann Unger (2023)

Tilmann Unger (* 1968) ist ein deutscher Sänger (Heldentenor).

## Werdegang
Unger verbrachte seine Kindheit und Schulzeit in Donaueschingen. Er studierte an der Hochschule für Musik Würzburg und schloss sein Gesangsstudium 1995 mit dem Diplom ab.
1995–1997 war Tilmann Unger Ensemblemitglied des Mainfranken Theaters Würzburg. Seine Rollen waren u. a. Tamino (Mozart, Die Zauberflöte), Pelléas (Debussy, Pelléas et Mélisande), Barinkay (J. Strauß, Der Zigeunerbaron), Cassio (Verdi, Otello), Lenski (Tschaikowski, Eugen Onegin) und Narraboth (R. Strauss, Salome).
2000 wechselte der Tenor im Festengagement an das Staatstheater Augsburg.
2007–2012 war Tilmann Unger Ensemblemitglied am Staatstheater am Gärtnerplatz München. Dort erweiterte er sein Repertoire u. a. um die Partien von Max (Weber, Der Freischütz), Hans (Smetana, Die verkaufte Braut), des Prinzen (Prokofjew, Die Liebe zu den drei Orangen) und Albert Gregor (Janáček, Die Sache Makropoulos).
Seit 2012 ist Tilmann Unger international freischaffend tätig. Er gastierte u. a. an der Komischen Oper Berlin, der Semperoper Dresden, der Staatsoper Hannover, der Oper Leipzig, dem Opernhaus Wuppertal, den Staatstheatern in Braunschweig, Mainz, Nürnberg, Wiesbaden und Saarbrücken, dem Nationaltheater Mannheim, dem Deutschen Nationaltheater Weimar, dem Anhaltischen Theater Dessau sowie an den Theatern in Dortmund, Gießen, Lübeck, Münster und Magdeburg. Außerdem war er zu Gast u. a. an der Volksoper Wien, am Theater an der Wien, der Oper Graz, den Landestheatern Innsbruck und Linz sowie an der Nederlandse Reisopera Enschede. Tilmann Unger gastierte zudem beim Dvořák Festival Prag und den Bayreuther Festspielen.

## Künstlerische Zusammenarbeit
Bei internationalen, auch über Europa hinausreichenden Engagements arbeitete Unger zusammen mit Dirigenten wie Semyon Bychkov, Pablo Heras-Casado, Patrick Lange, Sir Roger Norrington, Ainārs Rubiķis, Jac van Steen und Nathalie Stutzmann sowie mit Regisseuren wie Calixto Bieto, Andreas Homoki, Peter Konwitschny, Josef Köpplinger oder Jakob Peters-Messer.
Tilmann Unger trat als Solist in Konzerthäusern wie der Laeiszhalle Hamburg, dem Konzerthaus Berlin, der Philharmonie am Gasteig München, der Meistersingerhalle Nürnberg, dem Wiener Konzerthaus und dem KKL Luzern auf.
In Kanada und den USA führten ihn Konzerte u. a. an das Grand Théâtre de Québec, an die Place des Arts in Montreal, in das Kimmel Centre Philadelphia und das Lincoln Centre New York. Konzertengagements hatte er außerdem in China, Taiwan und Japan.

## Repertoire
Zu Ungers Repertoire im Heldentenorfach gehören Tristan (Wagner, Tristan und Isolde), Loge (Wagner, Das Rheingold), Siegmund (Wagner, Die Walküre), Siegfried (Wagner, Siegfried und Götterdämmerung), Parsifal (Wagner, Parsifal), Stolzing (Wagner, Die Meistersinger von Nürnberg), Florestan (Beethoven, Fidelio), Der Fremde (Korngold, Das Wunder der Heliane), Jim Mahoney (Weill, Aufstieg und Fall der Stadt Mahagonny), Babinsky (Weinberger, Schwanda, der Dudelsackpfeifer), König Kandaules (Zemlinsky, König Kandaules). Im Operetten-Fach singt Unger u. a. Tassilo (Kálmán, Gräfin Mariza) und Gabriel von Eisenstein (J. Strauß, Die Fledermaus).

## Auszeichnung
2007 wurde Tilmann Unger mit dem Kunstförderpreis des Freistaats Bayern ausgezeichnet.

## Rezeption
Tilmann Ungers Auftritte wurden in Print- und Onlinemedien besprochen. So schrieb concerti.de "Tilmann Unger (...) macht nachdrücklich darauf aufmerksam, dass er einer der besten Tenöre im schweren Fach ist." und „Tilmann Unger ist ein Tenor-Prachtkerl mit kräftigen und sicheren Höhen“ (2024). Im Opernglas 06/2025 hieß es "Als Siegfried überzeugte Tilmann Unger mit seinem kraftvollen, metallisch leuchtenden Tenor." und in der Ausgabe 06/2024 hieß es "Der Sänger des Florestan muss von Anfang an in Höchstform sein, hat keine Möglichkeit, sich einzusingen. Tilmann Unger schafft das, wie es scheint, mühelos." Ioco.de konstatierte 2023 "(…) Siegfried war Tilmann Unger. Auch er setzte in der Rolle Maßstäbe."

## Diskographie
- Leo Blech: Alpenkönig und Menschenfeind (Capriccio, 2022)

- Ludwig van Beethoven: Symphonie Nr. 9 (Martin Rust Musikproduktion, 2022)

- Carl Orff: Carmina burana. Cantiones profanae (Da capo, 2015)

- Antonín Dvořák: Alfred (Arco Diva, 2015)

- A Salute to Vienna. The Gala Concert for Public Television (Attila Glatz Productions, 2013)

## Rezensionen (Auswahl)
- Siegfried (Saarbrücken 2025)[9][10]
- Tristan und Isolde (Dessau 2024)[11][12][13]

- Fidelio (Magdeburg 2024)[14][15]

- König Kandaules (Dessau 2023)[16]

- Götterdämmerung (Braunschweig 2023)[17]

- Siegfried (Klagenfurt 2022)[18]

- Schwanda, der Dudelsackpfeifer (Berlin 2022)[19]

- Parsifal (Innsbruck 2014)[20]

- Die Liebe zu den drei Orangen (München 2011)[21]